# Ambrotypi

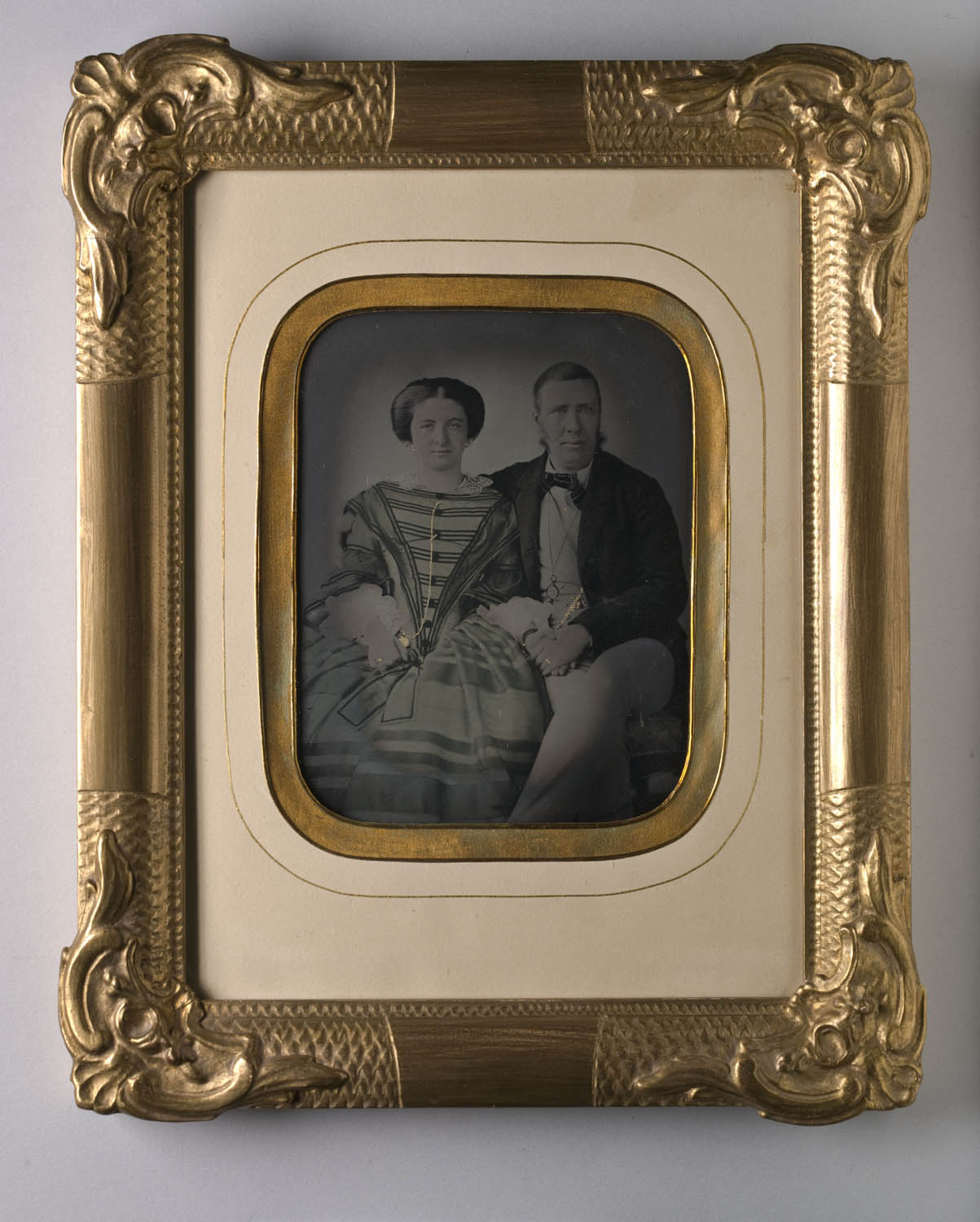
Ambrotyp från 1857, Nordiska museet.

Ambrotypi är en mycket gammal metod för framställande av fotografi.
En exponerad glasplåt monteras mot mörk bakgrund, så att motivet kan urskiljas. Användes från glasplåtens uppfinnande 1851 till omkring 1860, men börjar redan i slutet av 1850-talet ersättas av papperspositiv dragna från glasplåtar.